# Martino Finotto
Martino Finotto (Camporosso, 11 novembre 1933 – Camporosso, 13 agosto 2014) è stato un pilota automobilistico italiano.
Nel 1979 è stato Campione europeo Touring Car. Nel medesimo campionato è arrivato 3º nel 1975, 5º nel 1977 e 4º nel 1978.
Come proprietario del team, nel 1983 vinse il primo campionato mondiale Junior Group C, nonché il titolo World C2 1984, guidando con Carlo Facetti, socio e pilota della scuderia. È arrivato secondo nel campionato IMSA Camel Lights del 1990 negli Stati Uniti.